# Грейнджер, Кэтрин
Кэтрин Джейн Грейнджер (англ. Katherine Jane Grainger; род. 12 ноября 1975, Глазго) — британская гребчиха, выступавшая за сборную Великобритании по академической гребле в период 1997—2016 годов. Чемпионка летних Олимпийских игр в Лондоне, обладательница четырёх серебряных олимпийских медалей, шестикратная чемпионка мира, победительница и призёрка многих регат национального значения.

## Биография
Кэтрин Грейнджер родилась 12 ноября 1975 года в Глазго, Шотландия. Заниматься академической греблей начала в 1993 году во время учёбы в Эдинбургском университете.
Первого серьёзного успеха на взрослом международном уровне добилась в сезоне 1997 года, когда вошла в основной состав британской национальной сборной и побывала на чемпионате мира в Эгбелете, откуда привезла награду бронзового достоинства, выигранную в зачёте распашных рулевых восьмёрок.
Благодаря череде удачных выступлений удостоилась права защищать честь страны на летних Олимпийских играх 2000 года в Сиднее — в финальной решающем заезде парных четвёрок пришла к финишу второй позади команды из Германии и тем самым завоевала серебряную олимпийскую медаль.
В 2003 году в программе распашных безрульных двоек одержала победу на мировом первенстве в Милане.
Находясь в числе лидеров гребной команды Великобритании, благополучно прошла отбор на Олимпийские игры 2004 года в Афинах — совместно с Кэт Бишоп финишировала второй в безрульных двойках, пропустив вперёд только экипаж из Румынии, и добавила в послужной список ещё одну олимпийскую серебряную медаль.
В течение трёх последующих лет в зачёте парных четвёрок побеждала на трёх чемпионатах мира подряд: 2005 года в Гифу, 2006 года в Итоне и 2007 года в Мюнхене.
Представляла страну на Олимпийских играх 2008 года в Пекине — здесь стала серебряной призёркой в парных четвёрках, уступив на финише команде из Китая.
В 2009 году на мировом первенстве в Познани взяла серебро в одиночках — на финише её опередила представительница Белоруссии Екатерина Карстен.
В 2010 году в парных двойках одержала победу на чемпионате мира в Карапиро.
На мировом первенстве 2011 года в Бледе вновь была лучшей в парных двойках, став таким образом шестикратной чемпионкой мира по академической гребле.
Одним из самых успешных сезонов в спортивной карьере Грейнджер оказался сезон 2012 года, когда она выступила на домашних Олимпийских играх в Лондоне и наконец стала олимпийской чемпионкой — вместе с напарницей Анной Уоткинс обошла всех своих соперниц в программе парных двоек.
После лондонской Олимпиады Кэтрин Грейнджер осталась в составе британской национальной сборной на ещё один олимпийский цикл и продолжила принимать участие в крупнейших международных регатах. Так, в 2015 году в парных двойках она получила бронзу на этапе Кубка мира в Варезе и на чемпионате Европы в Познани, тогда как на чемпионате мира в Эгбелете попасть в число призёров не смогла, финишировала в финале шестой.
В 2016 году в возрасте 40 лет отправилась выступать на Олимпийских играх в Рио-де-Жанейро — на сей раз совместно с Викторией Торнли показала второй результат в парных двойках, пришла к финишу позади экипажа из Польши и выиграла ещё одну серебряную олимпийскую награду. Вскоре по окончании этого сезона приняла решение завершить спортивную карьеру.
За выдающиеся достижения в академической гребле в 2017 году была награждена Медалью Томаса Келлера. Награждалась орденом Британской империи в степени кавалера (2006), командора (2013) и дамы-командора (2017).